# Christian Karembeu
Christian Lali Kake Karembeu [kʀisˈtjɑ̃ kaʀɑ̃ˈbø] (* 3. Dezember 1970 auf Lifou in Neukaledonien) ist ein ehemaliger französischer Fußballspieler. Er ist strategischer Berater beim griechischen Fußballclub Olympiakos Piräus.

## Leben
Aufgewachsen ist der defensive Mittelfeldspieler, der gelegentlich auch im rechten Mittelfeld oder in der Abwehr spielte, als Sohn einer melanesischen Familie (Kanaken) in dem französischen überseeischen Territorium Neukaledonien mit 17 Geschwistern. Er besuchte die Sekundarschule Lycée Do Kamo in Nouméa, eine sogenannte „Brennpunktschule“. Ende der 1980er Jahre kam er zum FC Nantes und begann dort seine Karriere als Profispieler (erster Einsatz in der Division 1 im Mai 1991). Karembeu galt als im besten Sinne eigenwillig, gleichzeitig aber in der Lage, sich auf neue Erfahrungen einzulassen; auf das rigide europäische Zeitmanagement beispielsweise hat er sich bereitwillig umgestellt. Probleme, die sich gelegentlich bei seinen verschiedenen Klubs und in der Nationalelf ergaben, entstanden teilweise auch durch die Reaktionen von Mitspielern und Vorgesetzten auf den meinungsfreudigen und selbstbewussten Melanesier.
Außerhalb des Fußballs hat er sich unter anderem für eine Beendigung der französischen Atomwaffentests im Südpazifik engagiert. Von 1998 bis 2011 war er mit dem slowakischen Model Adriana Sklenaříková verheiratet. Ende 2011 zog er ins schweizerische Champéry. Im Mai 2017 heiratete er die libanesische Skirennläuferin Jacky Chamoun.

## Vereinskarriere
Christian Karembeu war bei Klubs in sechs europäischen Ländern unter Vertrag und hat mit dreien von diesen Titel errungen. Der größte Erfolg auf Vereinsebene war der zweimalige Gewinn der UEFA Champions League mit Real Madrid (1998 und 2000).

## Nationalmannschaft

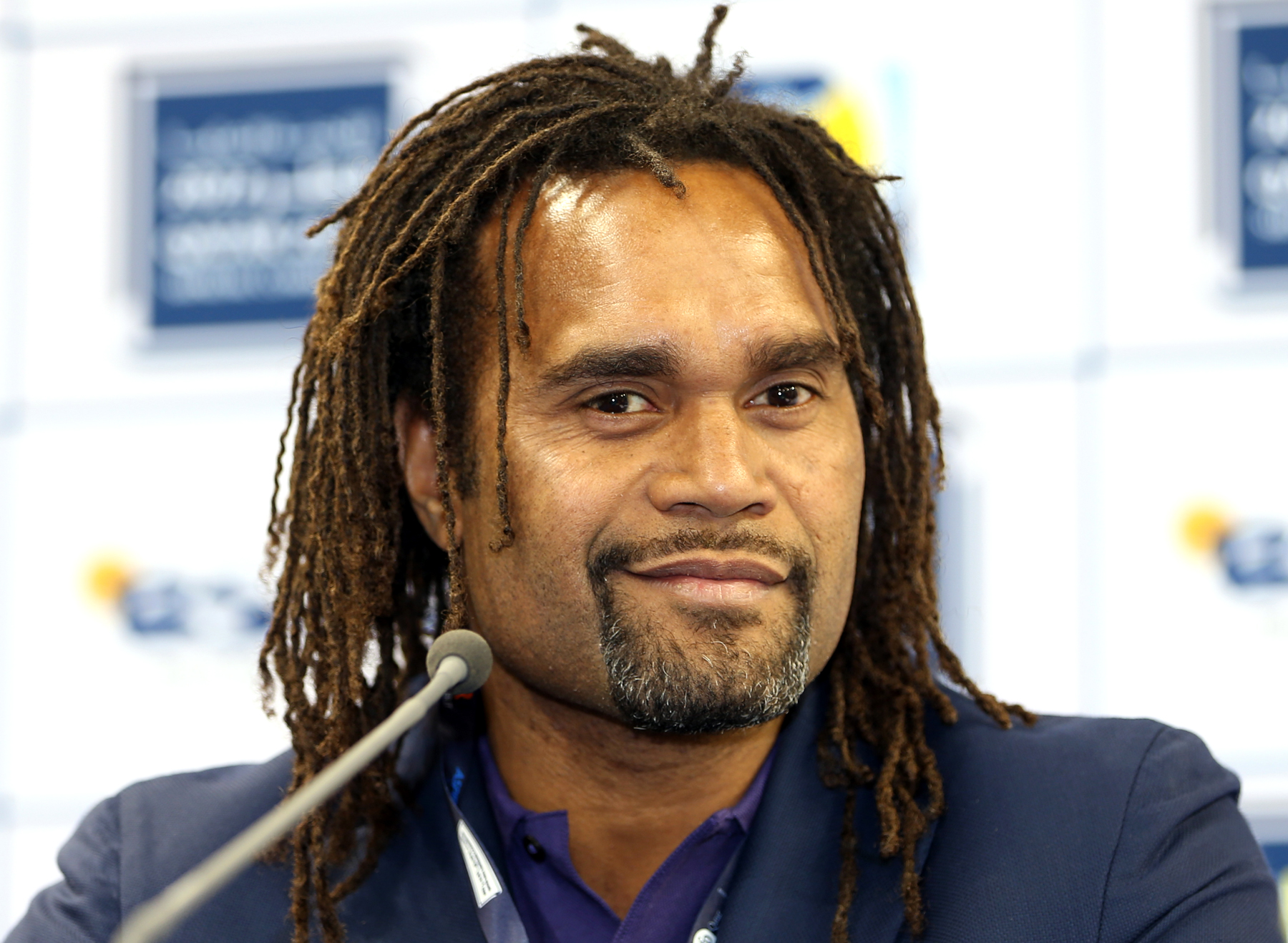
Christian Karembeu (2010)

Zwischen November 1992 und März 2002 spielte Christian Karembeu insgesamt 53 mal in der französischen Nationalmannschaft (acht Einsätze während seiner Zeit bei Nantes, 20 bei Genua, 16 bei Madrid, sieben bei Middlesbrough und zwei bei Piräus) und erzielte dabei ein Tor. Er war jahrelang nicht aus dem Team wegzudenken und hat dazu beigetragen, dass Frankreich die Fußball-Weltmeisterschaft 1998 (vier Spiele, darunter Halbfinale und Endspiel), die Europameisterschaft 2000 (ein Spiel) und den Confederations Cup 2001 (drei Spiele, darunter Halbfinale und Endspiel) als Sieger beendete.
Dass er trotz aller Klasse phasenweise nicht eingesetzt wurde, lag daran, dass seine Rolle auf dem Spielfeld der des langjährigen Mannschaftskapitäns Didier Deschamps entsprach und auch die Abwehr der Équipe Tricolore mit Thuram, Blanc, Desailly und Lizarazu stets „gesetzt“ war.
Als Karembeu 2002 das Gefühl bekam, dass Nationaltrainer Roger Lemerre nicht beabsichtigte, ihn für die WM 2002 zu nominieren, beendete er von sich aus das Kapitel Nationalelf und erklärte seinen Rücktritt.

## Nach der Profilaufbahn

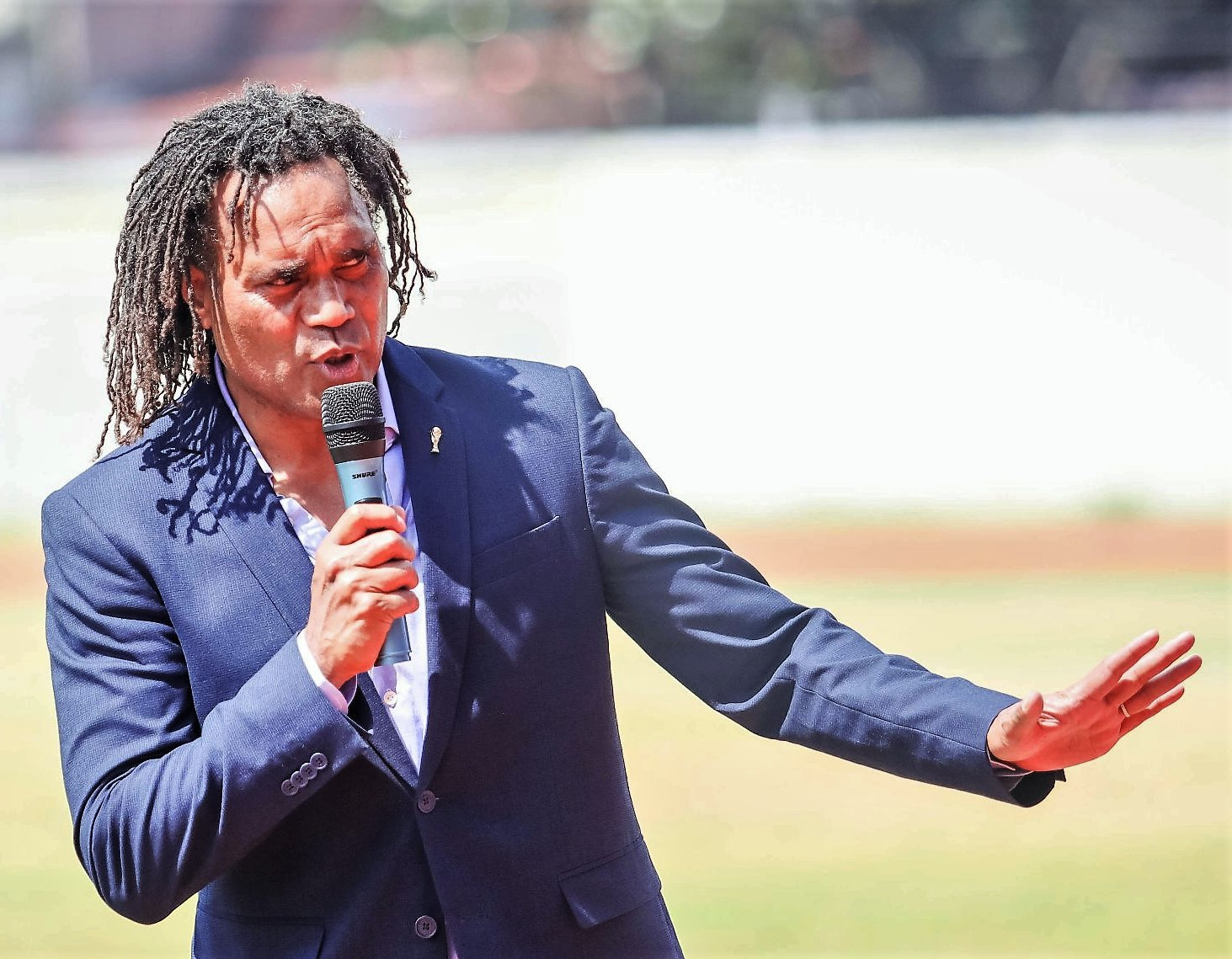
Christian Karembeu (2022)

Im Anschluss an seine Karriere als Berufsfußballspieler wurde Karembeu als Unternehmer im Bäckereigeschäft tätig, er wurde FIFA-Ozeanien-Botschafter, ab 2006 trat er bei France Télévisions und ab 2008 bei Orange Sport als Experte bei Fußballübertragungen auf. In den Jahren 2010 und 2011 war er beim Sender Trace TV-Moderator der Dokumentarreihe „Des îles et des hommes“ (deutsch: Inseln und Menschen).
Im Sommer 2013 trat er das Amt als Strategischer Berater von Olympiakos Piräus an. Als Mitautor wirkte er am Drehbuch des Fernsehfilms „Kanak, l'histoire oubliée“ (deutsch: Die vergessene Geschichte der Kanaken) mit, der seine Lebensgeschichte beschreibt und 2015 ausgestrahlt wurde.
Im Januar 2018 war Karembeu in seinem Wohnort Champéry Ausrichter seines Hallenturniers mit ehemaligen Fußball-Größen.

## Soziales und politisches Engagement
Karembeu weigerte sich stets, vor Spielen die französische Nationalhymne zu singen. Dies begründete er damit, dass 1931 während der Pariser Kolonialausstellung zwei seiner Onkel in einem menschlichen Zoo zur Schau gestellt worden seien. Ein Urgroßvater Karembeus wurde in ähnlicher Weise fernab jeder Realität als „Kannibale“ im Hamburger Tierpark Hagenbeck ausgestellt, von dem Karembeu die Bereitstellung historischer Unterlagen und Aufarbeitung der zum Teil zwangsarbeits- und sklavenähnlichen Beschäftigungsverhältnisse fordert.

## Erfolge

### Im Verein
- Französischer Meister: 1995 (FC Nantes)
- Finalist im Französischen Fußballpokal: 1993 (FC Nantes)
- Champions-League-Gewinner: 1998, 2000 (Real Madrid)
- Griechischer Meister: 2002, 2003 (Olympiakos Piräus)

### In der Nationalmannschaft
- Weltmeister: 1998
- Europameister: 2000 (ohne Einsatz im Endspiel)
- Confederations-Cup-Sieger: 2001

### Individuell
- Ozeaniens Fußballer des Jahres: 1995, 1998